# Samad Madkouri
Samad Madkouri (Maroc, 16 février 1985) est un acteur espagnol connu pour ses rôles dans des séries télévisées telles que El Príncipe (Le Prince) et Rescatando a Sara (Sauver Sara).

## Biographie
Samad Madkouri est né le 16 février 1985 à Marrakech. À l'âge de dix-huit ans, il commence à exercer ses premiers emplois, qu'il combine ensuite avec des études d'art dramatique à Madrid[réf. nécessaire], où il a l'occasion de commencer sa carrière artistique avec des productions telles que : La dama del alba (La dame de l'aube) d'Alejandro Casona et El oso (L'ours) de Tchekhov. Plus tard, il rejoint la compagnie théâtrale RQR[réf. nécessaire] où il participe à des pièces telles que La tempestad (La tempête) de William Shakespeare et Salomé d'Oscar Wilde. Son rôle principal a été interprété par la même compagnie dans Batavia, historia de un naufragio (Batavia, l'histoire d'un naufrage). En 2011, il entre dans le monde de la télévision et débute dans les séries Rescatando a Sara (Sauver Sara) sur Antena 3 et El Príncipe (Le Prince) sur Telecinco. Au cinéma, avec Baraka, un court métrage de Néstor Ruiz Medina.

## Filmographie

### Télévision
- 2011 : 11-M, para que nadie lo olvide (11-M, pour que personne n'oublie), 2 épisodes
- 2012 : Rescatando a Sara (Sauver Sara), 1 épisode

- 2014 : El Príncipe (Le Prince), dans le rôle d'Omar

- 2015 : Los nuestros (Notre équipe), 2 épisodes

- 2017 :
  - The State (L'État), 1 épisode
  - Acacias 38, dans le rôle d'Osmán, 1 épisode
  - Tiempos de guerra, dans le rôle de Sheik, 1 épisode

- 2018 : Vis a vis (Derrière les barreaux), dans le rôle du futur mari de Zulema (fille), 1 épisode

### Longs métrages
- 2016 : Las Mimosas, collaborateur. Réalisé par Oliver Laxe

### Courts métrages
- 2016 : Baraka, second rôle. Réalisé par Néstor Ruiz Medina (2016)

### Théâtre
- Mucho ruido y pocas nueces (Beaucoup de bruit pour rien) de William Shakespeare, mis en scène par Amor Zapata

- La venganza de Don Mendo (La revanche de Don Mendo) réalisé par Rafa Hernández

- El Oso (L'ours) d'Anton Chejov, réalisé par Jesús Calvo

- La Tempestad (La tempête) de William Shakespeare, réalisé par David Barrocal

- Salomé d'Oscar Wilde, réalisé par David Barrocal et Maite Pérez Astorga

- Batavia. Historia de un naufragio (Batavia, l'histoire d'un naufrage) réalisé par David Barrocal et Almudena Ocaña

## Prix
- 2011 :
  - Meilleur second rôle au XIe Certamen Nacional de Teatro : "Tierra de Comediantes" à León, pour son rôle dans la pièce Salomé d'Oscar Wilde[1]
  - Meilleur second rôle au XXXIIe Festival de théâtre "Ciudad de Palencia", pour son rôle dans la pièce Salomé d'Oscar Wilde, mise en scène par David Barrocal et Maite Pérez Astorga